# Papieżyca Joanna
Papieżyca Joanna (łac. Ioanna Papissa/Ioannes Anglicus; znana także jako Jutta, Mulier Jutte, Gilberta, Agnes lub Glancia, według przekazów ur. około 818 w Moguncji, zm. w 858 w Rzymie) – postać legendarna, rzekomo została papieżem w 855 pod imieniem Jan VIII.

## Legenda
Według jednej z wersji legendy mieszkająca w Moguncji Angielka wraz ze swym ukochanym wybrała się w podróż do Aten. Tam, ciągle pozostając w męskim przebraniu, zataiła swoją płeć, co pozwoliło jej zdobyć rozległe wykształcenie. Gdy wróciła do Rzymu pod imieniem Jan Anglicus, została kardynałem, a następnie głową Kościoła katolickiego jako Jan VIII. W legendach okres jej pontyfikatu umiejscowiony jest pomiędzy Leonem IV a Benedyktem III (według innej wersji miała zostać papieżem po śmierci Wiktora III).
Papieżyca Joanna miała rzekomo sprawować urząd papieski przez dwa lata, pięć miesięcy i cztery dni. Jest to sprzeczne z Liber Pontificalis, dokumentem wymieniającym pontyfikaty poszczególnych papieży, ponieważ według niego Leon IV zmarł w 855 roku, a we wrześniu tegoż roku papieżem był już Benedykt III. Trzeba jednak mieć na uwadze, że dokument ten nie jest uznawany przez historiografów za wiarygodne źródło informacji; wielu papieży, których istnienia bezsprzecznie dowodzą inne źródła, nie znalazło się na jego stronach. Jej śmierć nastąpiła ponoć podczas porodu, gdy urodziła dziecko w trakcie procesji, wsiadając na konia. Według przekazu Jana z Mailly, Joanna była potem ciągnięta po mieście i na koniec została ukamienowana. Marcin z Opawy wspomniał, że narodziny dziecka miały mieć miejsce między rzymskim Koloseum a kościołem św. Klemensa, a śmierć nastąpiła z przyczyn związanych z porodem; w tych okolicach ma się też znajdować grób papieżycy.
Legendę o papieżycy wykorzystywano często w środowiskach nieprzychylnych papiestwu, jako świadectwo zepsucia i niewiarygodności urzędu papieskiego oraz głupoty dostojników kościelnych, którzy dali się oszukać kobiecie, czyli według poglądów tamtych czasów, istocie głupszej od mężczyzny. Opowieść ta była chętnie tłumaczona i wydawana w różnych wersjach, zwłaszcza w okresie reformacji – również w języku polskim ukazało się opowiadanie pt.: Historia o papieżu Janie, tego imienia osmym, który był Gilberta, biała głowa z Anglijej i o inszych wielu papieżoch, którzy przed nią i po niej byli. Prawdziwie napisana, a z łacińskiego na polskie pilnie wyłożona. Roku 1560. Wznowienie tego utworu ukazało się w 1994 w Wydawnictwie Uniwersytetu Wrocławskiego.
O papieżycy wspominał Marcin z Opawy (za „Polityką”):

Po Leonie papieżem był przez dwa lata, siedem miesięcy i cztery dni Jan Anglik (Ioannes Anglicus), urodzony w Moguncji. Zmarł on w Rzymie, po czym tron papieski przez miesiąc pozostawał pusty. Powiada się, że ten Jan był kobietą, która jako młoda dziewczyna udała się do Aten w męskim przebraniu razem z mężczyzną, który był jej kochankiem. Tam zgłębiała różne dziedziny wiedzy, tak długo, aż nie miała już nikogo równego sobie. Później wykładała w Rzymie, a jej studentami i słuchaczami byli nawet uczeni mężowie. W mieście szerzyła się jej sława, jako wybitnej osobistości o wielkiej wiedzy, tak że wszyscy byli zgodni, iż to temu Janowi należy się godność papieża. Kiedy jednak już została papieżem, zaszła w ciążę ze swoim kochankiem. Nie wiedziała jednak, kiedy ma nastąpić poród. I tak zaczęła rodzić podczas procesji z bazyliki św. Piotra do bazyliki św. Jana na Lateranie, w uliczce między Koloseum a kościołem św. Klemensa. Mówią, że po jej śmierci została pochowana w tym samym miejscu. Każdy Ojciec Święty zawsze omija tę uliczkę i wielu ludzi wierzy, że czyni tak z powodu zgrozy i zgorszenia, jakie wywołało tamto wydarzenie. Jej imię nie zostało też umieszczone na liście Ojców Świętych, zarówno z powodu jej płci, jak i popełnionego wszeteczeństwa.

Średniowieczna legenda o kobiecie-papieżu stała się także kanwą powieści greckiego pisarza Emmanuela Roidisa, pt. Papież Joanna. Książka, która ukazała się w 1866 r., za swą wyraźnie antyklerykalną wymowę została wyklęta przez grecki Synod Święty, ale jednocześnie zdobyła dużą popularność wśród czytelników ze względu na satyryczne ujęcie tematu i cięty język. Powieść przetłumaczyli na język polski Z.K. Usarek i L. Mavraidis, jej pierwsze wydanie ukazało się w Warszawie w 1961 (wydania następne: 1974, 1986).
W 1647 i 1657 roku w Amsterdamie została opublikowana rozprawa naukowa francuskiego protestanta, Davida Blondela, w której udowadniał on fałszywość legendy o Joannie.
Legenda o papieżycy uznana została przez papieża Klemensa VIII, a w konsekwencji  w XVII wieku przez cały Kościół katolicki, za nieprawdziwą.

## Polemika w sprawie istnienia papieżycy
Istnieją przesłanki mające potwierdzać istnienie papieżycy Joanny. W 1276 r. papież Jan XX, w następstwie przeprowadzonych dokładnych badań archiwów papieskich, zmienił imię na Jan XXI, co niekiedy przypisuje się pominięciu rzekomej papieżycy. Jednakże zmiana ta wiązała się z legendą o innym rzekomym papieżu o imieniu Jan, który miał być legalnie wybrany jako następca Jana XIV i być poprzednikiem Jana XV, a więc w czasie, kiedy Stolicą Piotrową na okres jednego roku bezprawnie zawładnął antypapież Bonifacy VII. Wątpliwości Jana XXI dotyczyły więc okresu o ponad wiek późniejszego.
Kolejną przesłanką ma być fakt, iż papieskie procesje unikały Via Sacra (przez którą wiedzie najkrótsza droga do bazyliki św. Piotra z rezydencji papieskiej), ulicy, na której Joanna miała urodzić swoje dziecko. Jednakże obyczaj ten wprowadzono dopiero w XIII wieku, czyli czterysta lat po czasach, w których miała żyć papieżyca. Niewykluczone natomiast, że podjęto tę decyzję właśnie z uwagi na rozpowszechnioną wśród ludu wiarę w legendę o Joannie.
Do XVI wieku każdy nowo wybrany papież musiał też rzekomo przechodzić badanie płci, siadając na sella stercoraria (dosł. „gnojne krzesło”), które w siedzeniu miało otwór i prawdopodobnie służyło wcześniej jako toaleta. Przeprowadzający badanie ogłaszał: Mas nobis nominus est – Nasz kandydat jest mężczyzną. Wspominał o tym m.in. żyjący w XV wieku Adam z Usk. Jedno z takich krzeseł znajduje się w Muzeach Watykańskich, drugie zaś w Luwrze. Jednakże krzesło z otworem było używane już wiele wieków przed okresem, w którym miała istnieć papieżyca. Najprawdopodobniej pierwsze tego typu krzesła były własnością cesarzy rzymskich. Jacopo d'Angelo de Scarparia, humanista włoski, w swojej relacji z intronizacji Grzegorza XII wspomniał o tym, iż papież zasiadł na krześle z otworem. Jednak opowieści o tym, że służy ono weryfikacji płci, nazwał „szaloną bajką”, opowiadaną przez plebs.
Dowodem potwierdzającym twierdzenie, że nie było żadnego papieża między Leonem IV a Benedyktem III, są monety, na których przedstawiono Benedykta III z cesarzem Lotarem I, zmarłym 29 września 855. Benedykt III musiał więc być wybrany na papieża przed tą datą. Ponadto z zachowanej korespondencji pomiędzy arcybiskupem Reims a papieżem Mikołajem I wynika, że ówczesny arcybiskup wysłał posłańca z listem do Leona IV, ponieważ jednak w międzyczasie papież zmarł, posłaniec wręczył list wybranemu wówczas Benedyktowi III. Warto podkreślić, że ówcześni wrogowie papiestwa, jak np. Focjusz I Wielki, który pozostawił po sobie bogatą spuściznę literacką, nie wspominają ani słowem o rzekomym Janie VIII, panującym w tamtym okresie. Wydaje się, że skandal tego rodzaju nie uszedłby ich uwadze.
Najwcześniejsze źródła pisane odnoszące się do historii papieżycy pochodzą dopiero z połowy XII wieku, co zwolennicy tezy o prawdziwości legendy tłumaczą tym, iż wiek IX w ogóle nie pozostawił po sobie wielu świadectw pisanych. Upowszechnienie legendy może być także skutkiem rządów Marozji i Teodory Młodszej nad Stolicą Piotrową w X wieku.

## Papieżyca Joanna w kulturze popularnej

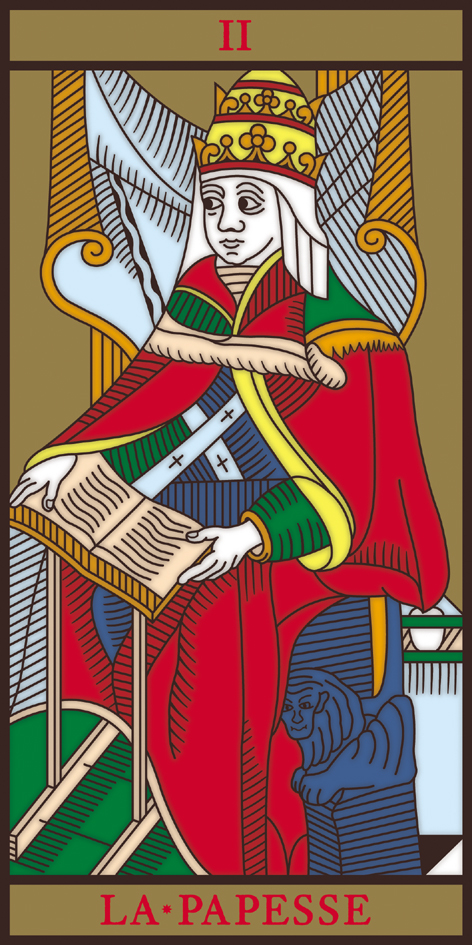
Papieżyca – karta tarota.

### Literatura
- Emmanuel Roidis, Papież Joanna, 1866
- Donna Woolfolk Cross, Papieżyca Joanna, Katowice 2000, 2004, 2006
- Arturo Ortega Blake, Joanna, kobieta, która została papieżem, Warszawa 2006

### Film
- Papież Joanna (Pope Joan), 1972, Wielka Brytania, reż. Michael Anderson; w roli głównej: Liv Ullmann[8]
- Papieżyca Joanna (Die Päpstin), 2009, Niemcy, reż. Sönke Wortmann, powstały na podstawie powieści Papieżyca Joanna Donny Woolfolk Cross; w roli głównej: Johanna Wokalek[9]

### Kultura
- Na jednej z kart tarota od średniowiecza zaczęto zamieszczać wizerunek papieżycy